# Mateusz Cichocki
Mateusz Cichocki (Varsavia, 31 gennaio 1992) è un calciatore polacco, difensore del Radomiak Radom.

## Palmarès

### Club

#### Competizioni nazionali
- Campionato polacco di seconda divisione: 1

Radomiak Radom: 2020-2021